# Religión en Columbia Británica
La religión en Columbia Británica, provincia canadiense situada en el suroeste del país, muestra gran diversidad de cultos como consecuencia del fuerte fenómeno inmigratorio que sufrió la provincia desde mediados del siglo XX.
En ciudades como Vancouver, Victoria y Abbotsford es común ver templos de diferentes credos.

## Datos del censo de 2001
El 36% de la población de Columbia Británica no profesa ninguna religión, el 31% son protestantes y un 17% son católicos. El resto se asdscribe a otras religiones, como muestran los datos extraídos del censo de 2001. Se puede comparar además estos datos con los globales del país.
| Religión              | Canadá     | Canadá | Columbia Británica | Columbia Británica |
| --------------------- | ---------- | ------ | ------------------ | ------------------ |
| Religión              | 29.639.035 | 100%   | 3.868.875          | 100%               |
| No religiosos         | 4.900.090  | 16,53% | 1.388.300          | 35,88%             |
| Protestantes          | 8.654.850  | 29,20% | 1.213.295          | 31,36%             |
| Católicos             | 12.936.905 | 43,65% | 675.320            | 17,46%             |
| Otros Cristianos      | 780.450    | 2,63%  | 200.345            | 5,18%              |
| Sikh                  | 278.410    | 0,94%  | 135.310            | 3,50%              |
| Budistas              | 300.345    | 1,01%  | 85.540             | 2,21%              |
| Musulmanes            | 579.640    | 1,95%  | 56.220             | 1,45%              |
| Ortodoxos             | 479.620    | 1,62%  | 35.655             | 0,92%              |
| Hindúes               | 297.200    | 1,00%  | 31.500             | 0,81%              |
| Judíos                | 329.995    | 1,11%  | 21.230             | 0,55%              |
| Religiones Orientales | 37.550     | 0,13%  | 9.970              | 0,26%              |
| Otras Religiones      | 63.975     | 0,22%  | 16.205             | 0,42%              |
| Fuente:               |            |        |                    |                    |